# Karl Maria Raimund

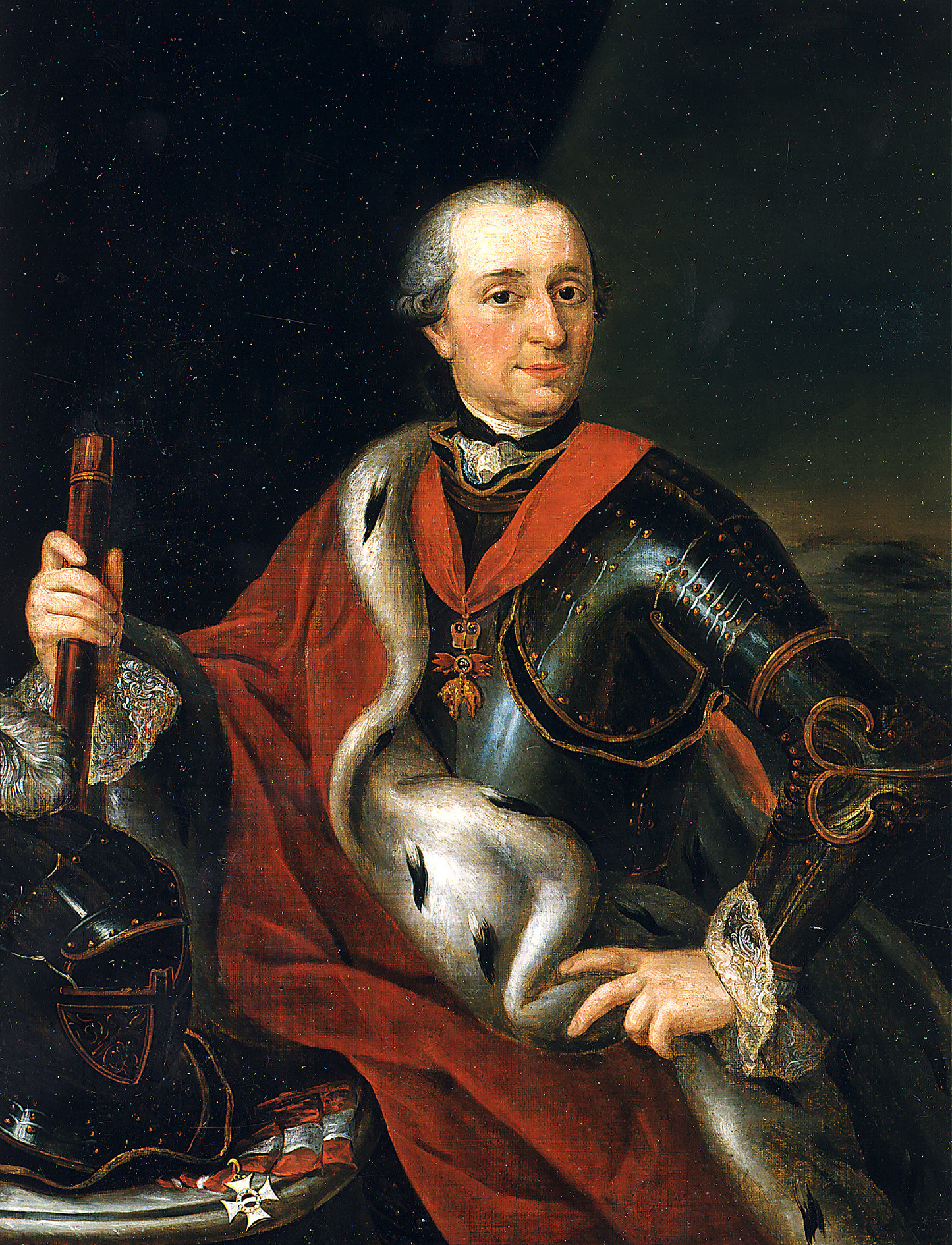
Karl Maria Raimund Herzog von Arenberg

Karl Maria Raimund Herzog von Arenberg (frz. Charles Marie Raymond duc d’Arenberg) (* 1. April 1721 auf Schloss Enghien in Enghien; † 17. August 1778 in Enghien) war ein österreichischer Adliger, Offizier und Oberhaupt des Hauses Arenberg. Der Herzog von Arenberg stieg im kaiserlichen Heer bis zum Feldzeugmeister und Feldmarschall auf.

## Familie
Seine Eltern waren Leopold Philipp Herzog von Arenberg (1690–1754) und dessen Ehefrau, die Prinzessin Maria Francisca Pignatelli, Gräfin von Egmont (1696–1766). Als ältester Sohn wurde er dessen Nachfolger und der fünfte Herzog von Arenberg, außerdem war er Herzog von Aarschot und Croÿ.
Er heiratete 1748 Luise Margarethe von der Mark, die Erbtochter des Grafen Ludwig Engelbert von der Mark und Schleiden. Aus der Ehe gingen mehrere Kinder hervor, darunter: Ludwig Engelbert (sein Nachfolger als Herzog), Ludwig Maria (Vater von Amalie Luise von Arenberg) und August Maria Raymund, sowie die Töchter Maria Leopoldine (später verheiratet mit Joseph Graf von Windischgrätz), Maria Flora (später verheiratet mit Wolfgang Wilhelm Herzog von Ursel) und Marie Louise Franziska (spätere Ehefrau von Ludwig Joseph Fürst von Starhemberg).

## Leben
Unter dem Kommando seines Vaters, damals Feldmarschall und Generalissimus der kaiserlichen Truppen in den Niederlanden, nahm er während des Österreichischen Erbfolgekrieges als Oberstleutnant am Feldzug von 1743 teil. Daraufhin wurde er zum Oberst befördert und zum Inhaber des von ihm selbst aufgestellten  2. Wallonischen Infanterie-Regiments ernannt, welches er in den Feldzügen von 1744 und 1745 kommandierte. Im Jahr 1745 wurde er Oberst des Regiments Baden-Baden. Ein Jahr später wurde er zum Generalmajor befördert. Im Jahr 1748 hatte er wichtigen Anteil bei der Verteidigung von Maastricht. 
Nach dem Rücktritt seines Vaters wurde Karl Maria Raimund von Arenberg ab 1740 Statthalter (Grand-Bailli) des Hennegau und von Mons. Im Jahr 1754 erhielt er das später so genannte Infanterie-Regiment Nr. 21 und blieb bis zu seinem Tod dessen Kommandeur. 
Während des Siebenjährigen Krieges diente er anfangs auf dem böhmischen Kriegsschauplatz. Er nahm an der Schlacht bei Prag teil und zeichnete sich auch bei zahlreichen folgenden Schlachten aus. 
Im Jahr 1758 wurde er zum Feldzeugmeister ernannt. Am 14. Oktober des Jahres spielte er in der Schlacht bei Hochkirch eine wichtige Rolle als Kommandant des rechten Ostflügels der österreichischen Armee. Dafür wurde er mit dem Großkreuz des Militär-Maria-Theresia-Ordens ausgezeichnet. Im Feldzug von 1759 befehligte er zeitweise selbstständig operierende Korps. Er wurde allerdings bei Dresden am 29. Oktober von den Truppen des preußischen Generals Johann Jakob von Wunsch geschlagen. Sein Einsatz bei der österreichischen Niederlage bei Torgau am 3. November 1760 wurde gelobt. Dabei wurde er schwer verwundet. 
Dies bedeutete das Ende seines aktiven Dienstes bei einem Feldzug. Im Jahr 1776 wurde er zum Geheimrat und ein Jahr später zum Feldmarschall ernannt.